# Detlef Wagenknecht
Detlef Wagenknecht (né le 3 janvier 1959 à Berlin) est un athlète représentant l'Allemagne de l'Est, spécialiste du 800 mètres. 

## Biographie
Detlef Wagenknecht a remporté le titre national sur 800 mètres à 5 reprises en plein air (1978, 1980 et 1982-1984), et à 2 reprises en salle (1983 et 1984).

### Palmarès
| Date | Compétition                    | Lieu     | Résultat | Épreuve   | Performance   |
| ---- | ------------------------------ | -------- | -------- | --------- | ------------- |
| 1977 | Championnats d'Europe juniors  | Donetsk  | 2e       | 800 m     | 1 min 48 s 2  |
| 1977 | Championnats d'Europe juniors  | Donetsk  | 1er      | 4 x 400 m | 3 min 07 s 8  |
| 1980 | Jeux olympiques                | Moscou   | 6e       | 800 m     | 1 min 46 s 91 |
| 1981 | Championnats d'Europe en salle | Grenoble | 5e       | 800 m     | 1 min 48 s 87 |
| 1981 | Coupe du monde des nations     | Rome     | 3e       | 800 m     | 1 min 47 s 49 |
| 1982 | Championnats d'Europe          | Athènes  | 6e       | 800 m     | 1 min 47 s 06 |
| 1985 | Coupe du monde des nations     | Canberra | 4e       | 800 m     | 1 min 45 s 83 |

### Records
| Épreuve    | Performance   | Lieu | Date        |
| ---------- | ------------- | ---- | ----------- |
| 800 mètres | 1 min 44 s 81 | Iéna | 8 août 1981 |